# Светослав Минчев
Светослав Симеонов Минчев е съвременен български белетрист, автор на поредица учебни помагала по български език и литература.

## Биография
Роден е на 1 септември 1963 г. в гр. София. Завършва специалност Българска филология в СУ „Св. Климент Охридски“ през 1989 г. Има дългогодишен стаж като преподавател по български език и литература в столични училища.
Съавтор е на:
- Помагала по български език и литература на издателство ”Персей” (2005 – 2008 г., преработени и допълнени издания 2009 – 2011 г.): за 5-и, 8-и и 10-и клас (с Пламен Тотев), за 9-и клас (с Пламен Тотев и Красимира Казанска), за 11-и и 12-и клас (с Пламен Тотев и Миглена Севдалинова).
- „Помагало по литература за 5-и клас“ („Авис 24“ 2006), разработки в сборници за кандидат-гимназисти и кандидат-студенти („Авис 24“ 2007 г.) с творчески колектив.
- „Сборник тестове по български език и литература за кандидатстване след 7-и клас“ („Скорпио“ 2008 г.) с Евгени Ганчев, „Анализи и тестове по антична литература за 9-и клас на СОУ“(„Скорпио“ 2009 г.)с Красимира Казанска.

Автор е и на две белетристични книги. Първата – „Футболът е чудо“ („Унискорп“ 2000 г.) е сборник с разкази на спортна тематика. Втората – „Кварталът на ръба на миналото“ („ЖАР“ 2002 г.) е фантастична повест с автобиографичен елемент.
Съставител, редактор и автор в сборника „BGlog.net – поезия и проза“ („Авис 24“ 2009 г.), автор в алманаха „Кръстопът на изкуствата“ (изд. „Екопрогрес“ 2013 г.).
Публикува свои разработки и творби в престижни специализирани издания като списанията: Пламък, „Безусловно“ и Ученически свят.